# 経済人類学
経済人類学（けいざいじんるいがく、英語：economic anthropology）とは、経済現象を研究する文化人類学の一分野。
文化人類学は一般に非西欧社会を対象にしてきたが、そうした社会における経済システムは市場メカニズムに基づく資本主義社会のものとは異なる原理によって動かされている。経済人類学は、農村経済、狩猟採集社会の経済、贈与交換といった非市場経済のシステムを人類学的なフィールドワークを用いて研究してきた。
経済人類学的関心は、近代人類学の端緒を開いたとされるブロニスワフ・マリノフスキの『西太平洋の遠洋航海者』にすでに見られ、彼はここでクラと呼ばれる象徴的財貨の複雑な交換システムとその社会的機能を長期間のフィールドワークで得たデータをもとに分析した。
経済人類学は人類学だけでなく、経済学の一部からも影響を受けており、特に経済史家であるカール・ポランニーからは大いに影響を受け、彼の「社会に埋め込まれた経済」という概念は一時経済人類学の代名詞ともなった。また、ソ連の農業経済学者チャヤーノフの農家世帯の理論は後にマーシャル・サーリンズによって家内制生産様式として定式化され、経済人類学に大きな影響を与えた。これは資本主義経済とは異なる自給的な農家の経済行動をモデル化したものであった。
また、文化人類学の多くが農業をメインにした社会を研究していることもあり、一般に経済人類学は生態人類学と深い関係を持つことが多く、しばしば教科書などでも生態や環境と経済は同じ章で扱われている。環境と経済の関係を扱った研究者としては文化生態学で知られるJ.H.スチュワード やインドネシアにおける植民地経済と環境変化を論じたクリフォード・ギアツが著名である。
また、近年の環境問題の高まりにより、経済人類学者の中には持続可能な資源利用やコモンズの問題へ取り組む者も見られる。